# Galerie Eduard-Schulte

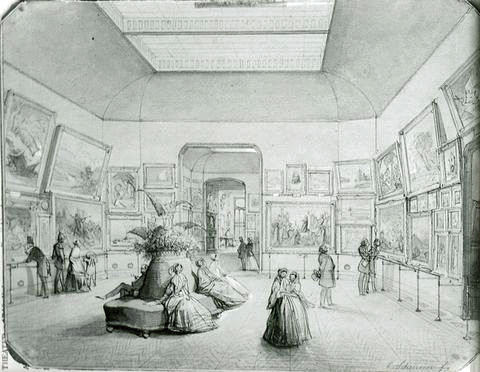
Exposition d'art d'Eduard Schulte à Düsseldorf (éclairage naturel du jour à travers la lucarne zénithale), dessin de Caspar Nepomuk Scheuren, vers 1855.

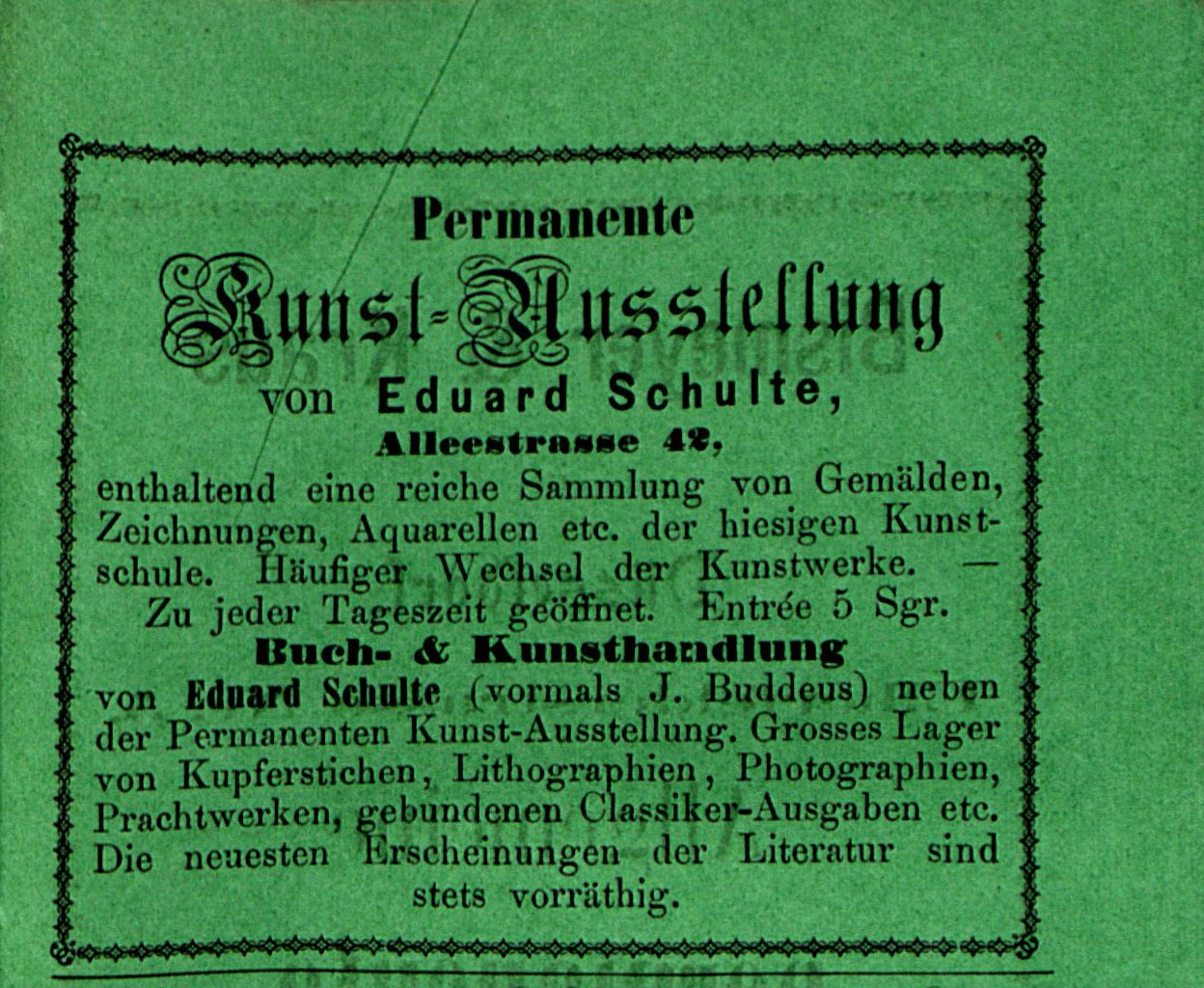
Wilhelm Herchenbach, guide touristique de Düsseldorf et des environs. Düsseldorf 1869, exposition d'art permanente de Schulte, Alleestrasse 42.

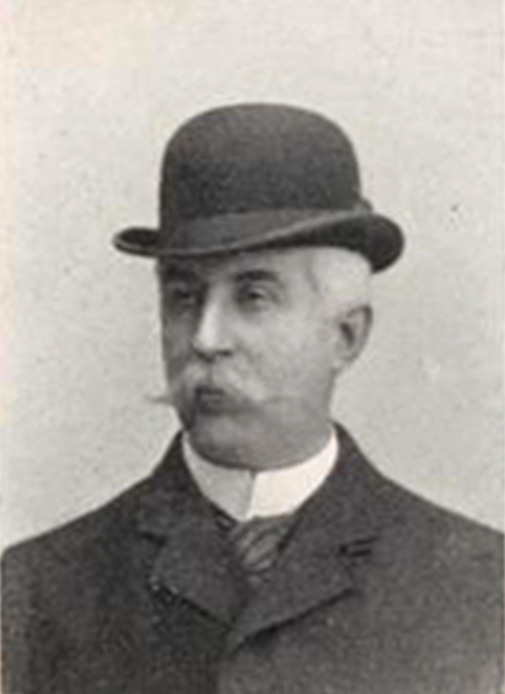
Hermann Schulte, comité d'art et délégué de l'exposition internationale d'art au Palais des Arts de Düsseldorf, 1904.

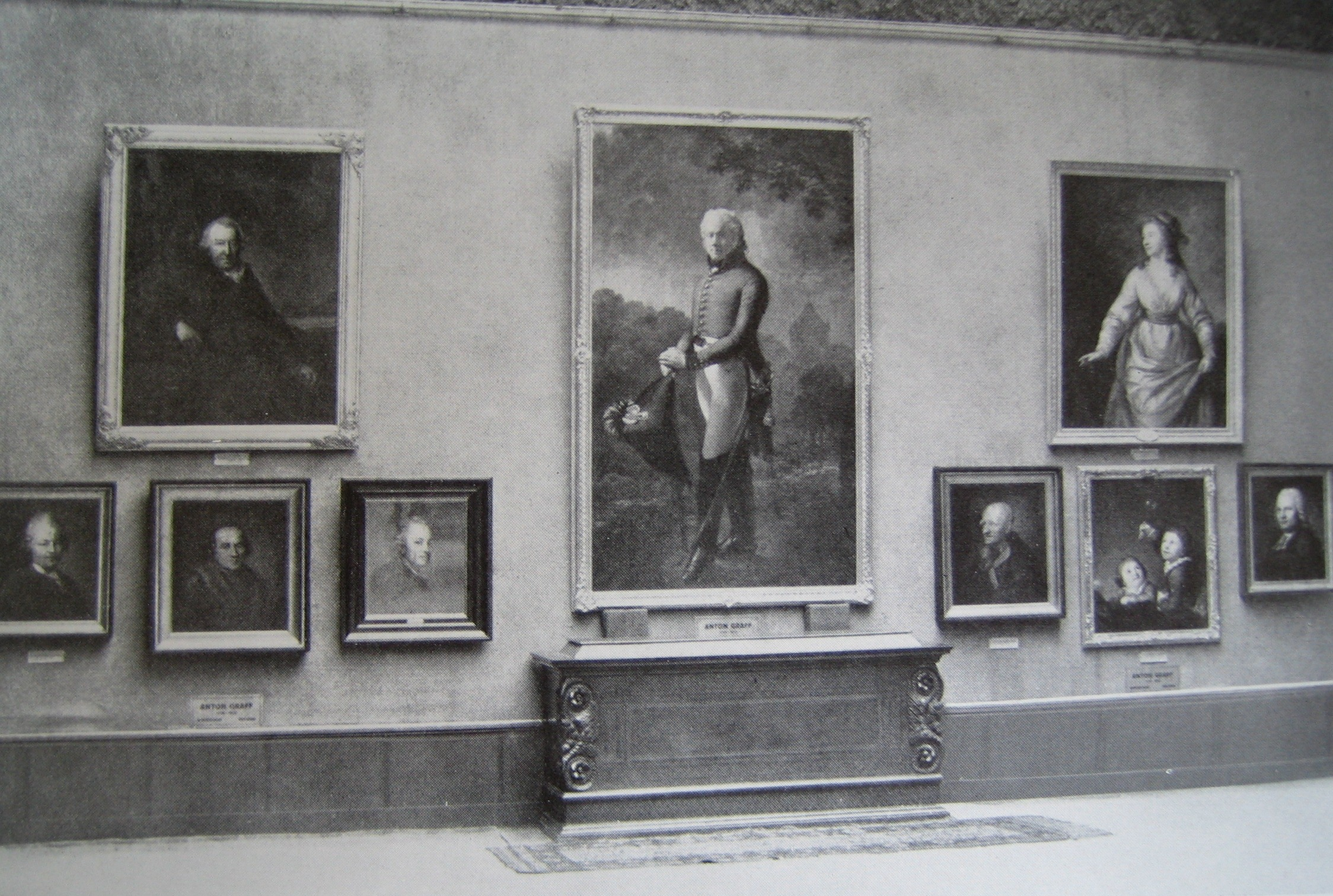
Exposition Anton Graff à la galerie Eduard-Schulte à Berlin, 1910.

La galerie Eduard-Schulte, également salon d'art Eduard-Schulte ou magasin d'art Eduard-Schulte, est une Galerie d'art créée par le marchand d'art Eduard Schulte (de), qui reprend la boutique de livres et d'art Buddeus (de) à Düsseldorf et y a sert d'intermédiaire entre les artistes et les acheteurs à partir de 1849 ou 1850 dans le cadre d'une exposition permanente, moyennant une somme modique
Après la mort d'Eduard Schulte, ses fils Hermann Schulte (1850-1940) et Eduard Schulte jr. (1856–1936) poursuit la concession d'art. La succursale de Berlin en particulier est importante pour le début de la modernité.

## Galeries
Eduard Schulte dirige une boutique d'art à Alleestraße 42 (de) à Düsseldorf, qui jouit d'une bonne réputation, mais a également une succursale à Richartzstraße 16 à Cologne. En 1886, il reprend également l'espace d'exposition de la maison de vente aux enchères Lepke (de) à Berlin, Unter den Linden 4a. En 1891, la concession d'art Eduard Schulte est transférée au Palais Redern (de) sur la Pariser Platz, Unter den Linden 1. Lors de sa démolition en 1904, la galerie déménage en face du palais des comtes de Schwerin, Unter den Linden 75. Les plans de la nouvelle boutique d'art furent réalisés par Alfred Messel et se trouvent maintenant au musée d'architecture de l'université technique de Berlin. Hermann Schulte y est mentionné comme le constructeur.
La boutique d'art de Schulte au Palais Redern est considérée comme la galerie techniquement la mieux équipée de Berlin. Contrairement à son concurrent Fritz Gurlitt, elle possède une salle éclairée par des lanterneaux ainsi qu'une pièce obscurcissable pouvant être éclairée électriquement. Karl Voll (de), sous le pseudonyme de Dr. van Eyck, constate que le magasin d'art Schulte est "l'une des plus prestigieuses entreprises de vente d'art d'Allemagne" et que son offre "satisfait même les sybarites de l'art les plus gâtés". Il est toutefois possible que des voix critiques ont précédé cette déclaration d'appréciation. Jules Laforgues s'est exprimé en 1887 de manière plutôt méprisante : "Il y a un an, un marchand de Cologne a repris un de ces magasins, il organise de petites expositions [...] mais combien pitoyables ! De plus, ces expositions coûtent un mark d'entrée [...]"  Tant l'indication de l'époque que le commentaire sur la provenance du galeriste mentionné laissent penser qu'il s'agissait ici de la galerie Schultesche. Par la suite, les critiques expriment également des propos parfois méprisants. Hans Rosenhagen (de), par exemple, déclare que Schulte présentait "des produits commerciaux à la marque reconnue et cet art qui n'est rien d'autre que du dilettantisme masqué [sic]". Il regrettait que "l'art de moindre qualité se trouve dans les meilleures salles d'exposition de Berlin"
Malgré quelques voix critiques, la boutique d'art joue un rôle important dans l'évolution de la vie artistique de la fin du XIXe siècle. L'Association des XI et l'Association libre des XXIV (de) exposent chez Schulte. En outre, une exposition d'œuvres d'Arnold Böcklin y est organisée et en 1891 et 1892, des peintures de Franz von Stuck y sont présentées en 1891 et 1892. Theodor Fontane, qui visite la première exposition de Stuck de Berlin, est très impressionné. Au moins trois fois, des expositions individuelles sont consacrées à des œuvres de Gustav Schönleber.
Comme auparavant, Schulte commercialise également les peintres académiques de l'école de peinture de Düsseldorf. Le galeriste reconnaît les opportunités de son temps : En novembre 1892, « l'affaire Munch (de) » éclate : après la fin prématurée de l'exposition Munch à la Maison de l'architecte de la Wilhelmstrasse, les membres de l'Association des artistes berlinois qui se sont prononcés contre cette fermeture, déménagent à la galerie Schulte au milieu des protestations. À ce moment-là, Schulte a déjà proposé à Munch de présenter l'exposition à Düsseldorf et à Cologne, et Munch est prêt à le faire contre une participation d'un tiers aux frais d'entrée. Le 13 novembre 1892, l'association libre des artistes berlinois est fondée chez Schulte dans le cadre de la protestation contre la fermeture de l'exposition Munch, mais elle organise ensuite sa première exposition dans d'autres locaux. En février 1893, l'exposition annuelle de l'Association libre des artistes de Düsseldorf suit dans ses locaux.
A partir de 1893, Eduard Schulte organise régulièrement une exposition d'automne, à partir de laquelle se développent les expositions du club des artistes de l'Ouest. Schulte devient également galeriste de l'Association des XI, de l'Association des Quatre et de l'Association de novembre, ainsi que de l'Association 1897 et de la Société des aquarellistes allemands (de). La galerie célèbre le tournant du siècle en exposant les nouvelles toiles impressionnistes d'Eugen Bracht. En 1904, des œuvres de l'association d'artistes de Francfort-Cronberg sont exposées pour la première fois à Berlin, notamment celles de Paul Klimsch.
En 1924, le groupe d'artistes "die Aehre" (dont Erich Kips (de) est notamment membre) expose au salon Eduard-Schulte. En 1926 a lieu une exposition d'œuvres de l'artiste Abba Pfeffermann, qui vit à Jérusalem et se fait appeler Abel Pann, et en 1927 une exposition pour le cinquantième anniversaire de Konrad von Kardorff (de). Durant ces années, "la galerie est gérée par Hermann Schulte senior et Hermann Schulte junior". En 1928, une exposition d'œuvres d'August von Brandis est présentée.